# Яковцова Антоніна Федорівна
Антоніна Федорівна Яковцова (15 травня 1933, Богодухів, Харківська область - 5 лютого 2018, Харків) – патологоанатом, педагог, заслужена діячка науки і техніки України, докторка медичних наук, професорка, завідувачка кафедри патологічної анатомії Харківського медичного інституту (1971-2009), фундаторка власної наукової школи .

## Життєпис
Антоніна Федорівна Яковцова народилася в місті Богодухів 15 травня 1933 року. Закінчила у 1958 Харківський медичний інститут (ХМІ) за фахом «Лікувальна справа». Розпочала трудову діяльність хірургом у медсанчастині Харківського тракторного заводу. Потім, у 1961 вступає до аспірантури кафедри патологічної анатомії, де в 1965 році захищає кандидатську «Морфологические изменения в плаценте при изоантигенной несовместимости крови матери и плода». Працює спочатку асистентом, згодом доцентом кафедри. З 1971 по 2009 очолює кафедру патологічної анатомії Харківського медичного інституту. У 1973 захищає докторську дисертацію за темою «Антенатальная смерть плода». 
Антоніна Федорівна була ініціатором проведення міжобласних, всеукраїнських та міжнародних конференцій і конгресів у Харкові, за участю провідних вчених та практикуючих патологоанатомів. Підготувала близько 25 різних конференцій. Також проводила школи молодих вчених і спеціалістів України.
5 лютого 2018 року після тяжкої хвороби А.Ф. Яковцова пішла з життя  .

## Наукова та педагогічна робота
Професорка створила власну наукову школу патологічної анатомії, результатом її досягнень є поліпшення структури патологоанатомічної служби, впровадження нових методів патологоанатомічної діагностики, удосконалення навчально-методичної роботи. Найвагоміші наукові результати присвячені темам загальної патологічної анатомії, перинатальній патології, плацентології, патологічної анатомії серцево-судинної, ендокринної, імунної, сечовидільної систем. Очолювана Антоніною Федорівною кафедра є опорною кафедрою патологічної анатомії України, де щорічно підвищують кваліфікацію викладачі патологічної анатомії. З 1960 року на базі кафедри працює консультативний центр, створений А.Ф. Яковцовою, де працюють провідні вчені та патологоанатоми Харкова. У цьому центрі розглядають секційний та біопсійний матеріал дітей і дорослих, дослідження якого має велике значення для практичної медицини.
Вченій належить ідея щорічних шкіл-семінарів для завідувачів кафедр України і молодих спеціалістів-патологоанатомів (проводилися в Одесі). Також А. Ф. Яковцова була членом Всесоюзної, а нині Української науково-планової і навчально-методичної комісії. Більш ніж 25 років Антоніна Федорівна входила у склад спеціалізованої ради при Харківському національному медичному університеті (ХНМУ) по захисту докторських і кандидатських дисертацій. Серед її учнів — 9 докторів і близько 50 кандидатів наук.
Про великий науковий та організаційний авторитет Антоніни Федорівни Яковцовой свідчить те, що на базі очолюваної нею кафедри ХМІ проведена ІІІ Всесоюзна конференція дитячих патологоанатомів (1985).
Антоніна Федорівна видала монографії «Антенатальная смерть плода» (1974), «Крупный плод» (1991), «Патологическая анатомия иммунной системы при крупноплодии и ЗВРП» (2002), де викладені результати ії найбільш вагомих наукових досліджень.
Загалом, професорка є співавтором 6 навчальних посібників, та автором більш ніж 400 наукових публікацій. Їй належать близько 20 посвідчень на винахід і патентів на корисну модель України. У 2000 році А. Ф. Яковцовою та Д. Є. Гейко українською мовою перекладено та видано підручник «Патологическая анатомия» (автори: А. І. Струкова, В. В. Серова), який стає першим найповнішим підручником з патологічної анатомії державною мовою і використовується в багатьох медичних вишах України. У 2008 році видана книга під назвою «Медицина та мистецтво», де Антоніна Федорівна розглядає історію медицини та позитивний вплив мистецтва на здоров’я людини. Примірники цієї книги є у Науковій бібліотеці ХНМУ.
А. Ф. Яковцова відома медичній спільноті України та багатьох інших країн. Вона була членом Інтернаціональної академії патології (США), Академії Національного прогресу України, Віце-президентом Асоціації патологів України, Президентом Асоціації патологів Харківської області (з 1983 до 2018). Входила до редакційної колегії журналів «Архів патології» та «Український морфологічний альманах» .

## Звання
- 1973 р. – доктор медичних наук

## Нагороди та відзнаки
- 1981 р. – лауреат премії АМН СРСР ім. В. Ф. Снєгірьова
- 2010 р. – медаль Г. М. Мінха (вища відзнака Асоціації патологів України) [3].